# Župna crkva Isusova Uskrsnuća u Zagrebu
Župna crkva Isusova Uskrsnuća katolička je crkva građena 1989. i 1990. godine u naselju Sesvetski Kraljevec u Zagrebu. Uređenje crkve potpuno je dovršeno 1996. godine. U travnju 1996. godine posvetio ju je zagrebački nadbiskup kardinal Franjo Kuharić.

## Povijest i arhitektura
Autor projekta za izgradnju crkve je arhitekt Ivan Antolić. Projekt je izrađen 1989. godine. Crkva je nastala kao preinaka postojeće stambene zgrade na nepravilnoj parceli. Sakralni kompleks sačinjavaju crkva i župni dvor koji su povezanih u cjelinu. Volumen oblikovno sliči okolnoj stambenoj izgradnji bez naglašavanja sakralnog sadržaja, a sklop je samo akcentuiran vertikalom zvonika kojom je naglašan ulaz u crkvu. Crkva je blago uvučena u odnosu na cestu te je pred njom formiran manji pristupni trg izrazito jakog privatnoga karaktera.
Poštujući zadane okvire, arhitekt je artikulirao liturgijski prostor prema postkoncilskim smjernicama, lepezasto formirajući prostor vjernika. Svetište je izdignuto od razine prostora za vjernike, a u njegovom je središtu oltar. Lijevo od oltara je ambon, a u stražnjem planu svetišta je svetohranište. Kor se nalazi iznad ulaznog prostora.

## Galerija
- Ploča na ulaznom pročenju
- Župni dvor i crkva, pogled s ulice
- Ulaz u crkvu
- Oltar u dvorištu crkve
- Kapela u dvorištu ispred crkve Isusova Uskrsnuća